# Проспект-авеню (линия Четвёртой авеню, Би-эм-ти)
|   |     |     |     |     |   |
| · | · л | · э | · э | · л | · |

|   |     |     |     |     |   |
| · | · л | · э | · э | · л | · |

«Проспект-авеню» (англ. Prospect Avenue) — станция Нью-Йоркского метрополитена, расположенная на линии Четвёртой авеню, Би-эм-ти. Станция находится в Бруклине, в округах Парк-Слоуп и Гринвуд-Хайтс, на пересечении Проспект-авеню с 4-й авеню. На станции останавливаются маршруты: D (ночью), N (ночью), R (круглосуточно) и W (часть рейсов в часы пик в пиковом направлении). Станцию проходят без остановки маршруты D (круглосуточно, кроме ночи) и N (круглосуточно, кроме ночи).
Станция представлена двумя боковыми платформами, расположенными на четырёхпутном участке линии. Центральные пути отделены от внешних сплошной стеной, а не рядом колонн. Станция отделана в кремовых и синих цветах. Колонны располагаются только в концах станции.
Станция имеет единственный выход, расположенный в центральной части станции. Турникетные ряды расположены на уровне платформ. С платформы в сторону Coney Island лестницы ведут к западным углам перекрестка Проспект-авеню с 4-й авеню; в сторону Манхэттена — к восточным.
В ноябре 2017 года на станции был завершён шестимесячный ремонт, в ходе которого были установлены стойки для зарядки телефонов, дигитальные дисплеи с информацией о поездах и автобусах и камеры наблюдения у турникетов.